# Alexandra Rapaport
Alexandra Susanna Rapaport (født 26. december 1971 i Bromma, Stockholm) er en svensk skuespillerinde. Hun studerede på Teaterhögskolan i Stockholm, hvorfra hun dimitterede i 1997.
Rapaport arbejdede i en periode på Uppsala stadsteater, før hun blev ansat på Dramaten i Stockholm. Her har hun medvirket i en række klassiske stykker.

## Privatliv
Rapaports forældre var begge fra Polen. Hun og hendes mand, Joakim Eliasson, fik en søn i 2007 og en datter i 2010.
Den nu afdøde skiløber Matilda Rapaport er hendes niece.

## Udvalgt filmografi
- Ellinors bröllop (1996)
- Tsatsiki, moren og politimanden (1999)
- See Me (kortfilm, 2001)
- Livvagterne (2001)
- Kronprinsessen (tv-serie, 2006)
- LasseMajas detektivbyrå (tv-serie, 2006)
- Kodenavn Hunter (tv-serie, 2007)
- Kongemordet (tv-serie, 2008)
- Irene Huss (tv-serie, 2008)
- Sommeren med Göran (2009)
- Mord i Skærgården (tv-serie, 2010-2025)
- En gang i Phuket (2011)
- Jagten (2012)
- Partaj (tv-serie, 2012)
- Mord uden grænser (tv-serie, 2015)
- Modus (tv-serie, 2015)
- LasseMajas Detektivbureau: Stella Nostra (2015)
- Gåsmamman (tv-serie, 2015-2025)
- Springfloden (tv-serie, 2018)
- Helt perfekt (tv-serie, 2018-2019)
- Honour (tv-serie, 2019-2021)
- Passagen (kortfilm, 2020)
- Veronika (tv-serie, 2024-2025)